# اچ‌ام‌اس آدشس (۱۹۱۲)
اچ‌ام‌اس آدشس (۱۹۱۲) (به انگلیسی: HMS Audacious (1912)) یک کشتی بود که طول آن ۵۹۸ فوت (۱۸۲٫۳ متر) بود. این کشتی در سال ۱۹۱۲ ساخته شد.